# Hypaeus annulifer
Hypaeus annulifer là một loài nhện trong họ Salticidae.
Loài này thuộc chi Hypaeus. Hypaeus annulifer được Eugène Simon miêu tả năm 1900.